# Jacob Mohn
Jacob Neumann Mohn (født 30. maj 1838 i Bergen, død 16. februar 1882) var en norsk statistiker og nationaløkonom. Han var bror til Henrik og Emanuel Mohn.
Efter nogen tids juridisk virksomhed i sin fødeby og et ophold i Paris, hvor han studerede samfundsøkonomi og sociale spørgsmål, blev Mohn 1864 ansat i Justitsdepartementet. Herfra søgte han 1867 tjenestefrihed og foretog 1868—69 en jordomsejling. Efter hjemkomsten fik han ansættelse i det statistiske centralbureau, hvis sekretær han var fra 1874 indtil sin død, dog således at han fra 1878 havde midlertidig fritagelse fra sine embedspligter for helt at ofre sig for det dengang planlagte store værk Norges Land og Folk, statistisk og topografisk beskrevet (1885 ff.), i hvis redaktion han skulle deltage. 1873—76 var han sekretær ogsaa i Det Kongelige Selskab for Norges Vel og desuden en årrække sekretær i Spareforeningernes Samlag og bestyrelsesmedlem i Den norske Haandverks- og Industriforening. I alle disse stillinger fik Mohn anledning til at lægge sine stærke, af udstrakte kundskaber støttede socialpolitiske interesser for dagen. Ved sine brochurer, Om Haandverker- og Arbejder-Foreninger med økonomiske Formaal (1865), om De norske Spare- eller Forbrugsforeninger (1871), og Meddelelser fra Spareforeningernes Samlag (1872) skabte han en udbredt bevægelse for kooperative sammenslutninger i Norge. Efter offentligt opdrag leverede han et Lovudkast med Motiver angaaende Børns og unge Menneskers Anvendelse til Arbejde udenfor Hjemmet (1878). I det statistiske centralbureau afsatte hans initiativ adskillige spor; han udarbejdede planen for den almindelige folketælling 1876. Hans afhandlinger i tidsskrifter afgiver værdifulde bidrag til belysning af Norges økonomiske udvikling.